# Wolfgang Petry
Wolfgang Petry (22 de setembre del 1951 Colònia-Raderthal) és un cantautor i compositor d'èxit a Alemanya. El seu reeixit àlbum «Alles im Jahr» (1996).